# Ocean X Prix 2021
L'Ocean X Prix 2021 è stata la seconda prova del campionato di Extreme E 2021 nonché la prima edizione dell'Ocean X Prix. La manifestazione si è svolta il 29 e il 30 maggio nei pressi del lac Rose, nel territorio di Dakar, in Senegal.
L'evento venne vinto dalla coppia formata dall'australiana Molly Taylor e dallo svedese Johan Kristoffersson della scuderia Rosberg X Racing, al secondo successo consecutivo nella serie, che in finale hanno primeggiato sulla compagine composta dalla britannica Jamie Chadwick e dal francese Stéphane Sarrazin della squadra Veloce Racing, mentre al terzo posto si sono piazzati gli svedesi Mikaela Åhlin-Kottulinsky e Kevin Hansen del team JBXE. Tutti i concorrenti si sono affrontati alla guida del fuoristrada elettrico ODYSSEY 21.

## Cambiamenti al regolamento sportivo
Rispetto alla gara inaugurale del campionato, il Desert X Prix, sono state apportate le seguenti modifiche al regolamento sportivo:
- Venne abolita la Crazy Race e le due semifinali vennero chiamate semplicemente Semi Final 1 e Semi Final 2, al termine delle quali le prime due scuderie classificate sarebbero passate in finale, la quale si disputò pertanto con quattro concorrenti anziché tre.
- Venne inoltre istituito il Super Sector, ovvero una porzione del tracciato nella quale il/la pilota che segnerà il miglior tempo in tutto il week-end verrà premiato con 5 punti validi esclusivamente per la classifica squadre.

## Risultati

### Classifica finale
| Pos. | N°  | Piloti                    | Squadra                     | Auto       | Qualificazioni | Qualificazioni | Shootout Race | Shootout Race | Semifinale 2 | Semifinale 2 | Semifinale 1 | Semifinale 1 | Finale | Finale | PC |
| Pos. | N°  | Piloti                    | Squadra                     | Auto       | Pos.           | Punti          | Pos.          | Punti         | Pos.         | Punti        | Pos.         | Punti        | Pos.   | Punti  | PC |
| ---- | --- | ------------------------- | --------------------------- | ---------- | -------------- | -------------- | ------------- | ------------- | ------------ | ------------ | ------------ | ------------ | ------ | ------ | -- |
| 1    | 6   | Johan Kristoffersson      | Rosberg X Racing            | ODYSSEY 21 | 2º             | 11             | –             | –             | –            | –            | 1º           | -            | 1º     | 25     | 36 |
| 1    | 6   | Molly Taylor              | Rosberg X Racing            | ODYSSEY 21 | 2º             | 11             | –             | –             | –            | –            | 1º           | -            | 1º     | 25     | 36 |
| 2    | 5   | Jamie Chadwick            | Veloce Racing               | ODYSSEY 21 | 5º             | 8              | –             | –             | 2º           | -            | –            | –            | 2º     | 19     | 27 |
| 2    | 5   | Stéphane Sarrazin         | Veloce Racing               | ODYSSEY 21 | 5º             | 8              | –             | –             | 2º           | -            | –            | –            | 2º     | 19     | 27 |
| 3    | 22  | Mikaela Åhlin-Kottulinsky | JBXE                        | ODYSSEY 21 | 4º             | 9              | –             | –             | 1º           | -            | –            | –            | 3º     | 18     | 27 |
| 3    | 22  | Kevin Hansen              | JBXE                        | ODYSSEY 21 | 4º             | 9              | –             | –             | 1º           | -            | –            | –            | 3º     | 18     | 27 |
| 4    | 44  | Cristina Gutiérrez        | X44                         | ODYSSEY 21 | 1º             | 12             | –             | –             | –            | –            | 2º           | -            | 4º     | 15     | 27 |
| 4    | 44  | Sébastien Loeb            | X44                         | ODYSSEY 21 | 1º             | 12             | –             | –             | –            | –            | 2º           | -            | 4º     | 15     | 27 |
| 5    | 125 | Mattias Ekström           | Abt Cupra XE                | ODYSSEY 21 | 3º             | 10             | –             | –             | –            | –            | 3º           | 12           | nq     | nq     | 22 |
| 5    | 125 | Jutta Kleinschmidt        | Abt Cupra XE                | ODYSSEY 21 | 3º             | 10             | –             | –             | –            | –            | 3º           | 12           | nq     | nq     | 22 |
| 6    | 42  | Oliver Bennett            | Xite Energy Racing          | ODYSSEY 21 | 6º             | 7              | –             | –             | 3º           | 10           | –            | –            | nq     | nq     | 17 |
| 6    | 42  | Christine GZ              | Xite Energy Racing          | ODYSSEY 21 | 6º             | 7              | –             | –             | 3º           | 10           | –            | –            | nq     | nq     | 17 |
| 7    | 99  | Kyle LeDuc                | SEGI TV Chip Ganassi Racing | ODYSSEY 21 | 7º             | 6              | 1º            | 8             | nq           | nq           | nq           | nq           | nq     | nq     | 12 |
| 7    | 99  | Sara Price                | SEGI TV Chip Ganassi Racing | ODYSSEY 21 | 7º             | 6              | 1º            | 8             | nq           | nq           | nq           | nq           | nq     | nq     | 12 |
| 8    | 55  | Carlos Sainz              | Acciona \| Sainz XE Team    | ODYSSEY 21 | 9º             | 4              | 2º            | 6             | nq           | nq           | nq           | nq           | nq     | nq     | 10 |
| 8    | 55  | Laia Sanz                 | Acciona \| Sainz XE Team    | ODYSSEY 21 | 9º             | 4              | 2º            | 6             | nq           | nq           | nq           | nq           | nq     | nq     | 10 |
| 9    | 23  | Timmy Hansen              | Andretti United Extreme E   | ODYSSEY 21 | 8º             | 5              | 3º            | 4             | nq           | nq           | nq           | nq           | nq     | nq     | 9  |
| 9    | 23  | Catie Munnings            | Andretti United Extreme E   | ODYSSEY 21 | 8º             | 5              | 3º            | 4             | nq           | nq           | nq           | nq           | nq     | nq     | 9  |

Nota: i componenti ciascuna squadra sono stato indicati in rigoroso ordine alfabetico (per cognome).

### Qualificazioni
| Pos. | N°  | Piloti                    | Squadra                     | Auto       | Q1   | Q1        | Q2   | Q2        | Totale (Q1 + Q2) | Totale (Q1 + Q2) | Totale (Q1 + Q2) | Punti |
| Pos. | N°  | Piloti                    | Squadra                     | Auto       | Giri | Tempo     | Giri | Tempo     | Giri             | Tempo            | Distacco         | Punti |
| ---- | --- | ------------------------- | --------------------------- | ---------- | ---- | --------- | ---- | --------- | ---------------- | ---------------- | ---------------- | ----- |
| 1    | 44  | Sébastien Loeb            | X44                         | ODYSSEY 21 | 2    | 10'47"289 | 2    | 10'57"567 | 4                | 21'44"856        | –                | 12    |
| 1    | 44  | Cristina Gutiérrez        | X44                         | ODYSSEY 21 | 2    | 10'47"289 | 2    | 10'57"567 | 4                | 21'44"856        | –                | 12    |
| 2    | 6   | Johan Kristoffersson      | Rosberg X Racing            | ODYSSEY 21 | 2    | 11'02"310 | 2    | 11'10"128 | 4                | 22'12"438        | +27"852          | 11    |
| 2    | 6   | Molly Taylor              | Rosberg X Racing            | ODYSSEY 21 | 2    | 11'02"310 | 2    | 11'10"128 | 4                | 22'12"438        | +27"852          | 11    |
| 3    | 125 | Mattias Ekström           | Abt Cupra XE                | ODYSSEY 21 | 2    | 11'13"122 | 2    | 11'07"691 | 4                | 22'20"813        | +35"957          | 10    |
| 3    | 125 | Jutta Kleinschmidt        | Abt Cupra XE                | ODYSSEY 21 | 2    | 11'13"122 | 2    | 11'07"691 | 4                | 22'20"813        | +35"957          | 10    |
| 4    | 22  | Kevin Hansen              | JBXE                        | ODYSSEY 21 | 2    | 11'13"405 | 2    | 11'12"021 | 4                | 22'25"426        | +40"570          | 9     |
| 4    | 22  | Mikaela Åhlin-Kottulinsky | JBXE                        | ODYSSEY 21 | 2    | 11'13"405 | 2    | 11'12"021 | 4                | 22'25"426        | +40"570          | 9     |
| 5    | 5   | Stéphane Sarrazin         | Veloce Racing               | ODYSSEY 21 | 2    | 11'37"599 | 2    | 11'27"771 | 4                | 23'05"370        | +1'20"514        | 8     |
| 5    | 5   | Jamie Chadwick            | Veloce Racing               | ODYSSEY 21 | 2    | 11'37"599 | 2    | 11'27"771 | 4                | 23'05"370        | +1'20"514        | 8     |
| 6    | 42  | Oliver Bennett            | Xite Energy Racing          | ODYSSEY 21 | 2    | 11'52"806 | 2    | 11'43"655 | 4                | 23'36"461        | +1'51"605        | 7     |
| 6    | 42  | Christine GZ              | Xite Energy Racing          | ODYSSEY 21 | 2    | 11'52"806 | 2    | 11'43"655 | 4                | 23'36"461        | +1'51"605        | 7     |
| 7    | 99  | Kyle LeDuc                | SEGI TV Chip Ganassi Racing | ODYSSEY 21 | 2    | 10'51"528 | 2    | 14'50"287 | 4                | 25'41"815        | +3'56"959        | 6     |
| 7    | 99  | Sara Price                | SEGI TV Chip Ganassi Racing | ODYSSEY 21 | 2    | 10'51"528 | 2    | 14'50"287 | 4                | 25'41"815        | +3'56"959        | 6     |
| 8    | 23  | Timmy Hansen              | Andretti United Extreme E   | ODYSSEY 21 | 2    | 14'39"665 | 2    | 11'17"403 | 4                | 25'57"068        | +4'12"212        | 5     |
| 8    | 23  | Catie Munnings            | Andretti United Extreme E   | ODYSSEY 21 | 2    | 14'39"665 | 2    | 11'17"403 | 4                | 25'57"068        | +4'12"212        | 5     |
| 9    | 55  | Carlos Sainz              | Acciona \| Sainz XE Team    | ODYSSEY 21 | 1    | 12'16"845 | 2    | 11'23"131 | 3                | 23'39"976        | +1 giro          | 4     |
| 9    | 55  | Laia Sanz                 | Acciona \| Sainz XE Team    | ODYSSEY 21 | 1    | 12'16"845 | 2    | 11'23"131 | 3                | 23'39"976        | +1 giro          | 4     |

Legenda:
|  | Qualificate/i alla Semifinale 1                           |
|  | Qualificate/i alla Semifinale 2                           |
|  | Si giocheranno le ultime tre posizioni alla Shootout Race |

### Shootout Race[4]
| Pos. | N° | Piloti         | Squadra                     | Auto       | Giri | Tempo     | Distacco | Punti |
| ---- | -- | -------------- | --------------------------- | ---------- | ---- | --------- | -------- | ----- |
| 1    | 99 | Sara Price     | SEGI TV Chip Ganassi Racing | ODYSSEY 21 | 2    | 11'17"759 | –        | 8     |
| 1    | 99 | Kyle LeDuc     | SEGI TV Chip Ganassi Racing | ODYSSEY 21 | 2    | 11'17"759 | –        | 8     |
| 2    | 55 | Carlos Sainz   | Acciona \| Sainz XE Team    | ODYSSEY 21 | 2    | 11'25"507 | +7"748   | 6     |
| 2    | 55 | Laia Sanz      | Acciona \| Sainz XE Team    | ODYSSEY 21 | 2    | 11'25"507 | +7"748   | 6     |
| 3    | 23 | Timmy Hansen   | Andretti United Extreme E   | ODYSSEY 21 | 2    | 11'26"528 | +8"769   | 4     |
| 3    | 23 | Catie Munnings | Andretti United Extreme E   | ODYSSEY 21 | 2    | 11'26"528 | +8"769   | 4     |

### Semifinale 2[5]
| Pos. | N° | Piloti                    | Squadra            | Auto       | Giri | Tempo     | Distacco | Punti |
| ---- | -- | ------------------------- | ------------------ | ---------- | ---- | --------- | -------- | ----- |
| 1    | 22 | Kevin Hansen              | JBXE               | ODYSSEY 21 | 2    | 11'24"263 | –        | Q     |
| 1    | 22 | Mikaela Åhlin-Kottulinsky | JBXE               | ODYSSEY 21 | 2    | 11'24"263 | –        | Q     |
| 2    | 5  | Jamie Chadwick            | Veloce Racing      | ODYSSEY 21 | 2    | 11'53"966 | +29"703  | Q     |
| 2    | 5  | Stéphane Sarrazin         | Veloce Racing      | ODYSSEY 21 | 2    | 11'53"966 | +29"703  | Q     |
| 3    | 42 | Oliver Bennett            | Xite Energy Racing | ODYSSEY 21 | 2    | 12'07"504 | +43"241  | 10    |
| 3    | 42 | Christine GZ              | Xite Energy Racing | ODYSSEY 21 | 2    | 12'07"504 | +43"241  | 10    |

Legenda:
| Q | Qualificate/i alla Finale |

### Semifinale 1[6]
| Pos. | N°  | Piloti               | Squadra          | Auto       | Giri | Tempo     | Distacco | Punti |
| ---- | --- | -------------------- | ---------------- | ---------- | ---- | --------- | -------- | ----- |
| 1    | 6   | Johan Kristoffersson | Rosberg X Racing | ODYSSEY 21 | 2    | 11'05"029 | –        | Q     |
| 1    | 6   | Molly Taylor         | Rosberg X Racing | ODYSSEY 21 | 2    | 11'05"029 | –        | Q     |
| 2    | 44  | Sébastien Loeb       | X44              | ODYSSEY 21 | 2    | 11'07"291 | +2"262   | Q     |
| 2    | 44  | Cristina Gutiérrez   | X44              | ODYSSEY 21 | 2    | 11'07"291 | +2"262   | Q     |
| 3    | 125 | Mattias Ekström      | Abt Cupra XE     | ODYSSEY 21 | 2    | 11'08"271 | +3"242   | 12    |
| 3    | 125 | Jutta Kleinschmidt   | Abt Cupra XE     | ODYSSEY 21 | 2    | 11'08"271 | +3"242   | 12    |

Legenda:
| Q | Qualificate/i alla Finale |

### Finale[7]
| Pos. | N° | Piloti                    | Squadra          | Auto       | Giri | Tempo     | Distacco | Punti |
| ---- | -- | ------------------------- | ---------------- | ---------- | ---- | --------- | -------- | ----- |
| 1    | 6  | Johan Kristoffersson      | Rosberg X Racing | ODYSSEY 21 | 2    | 21'52"101 | –        | 25    |
| 1    | 6  | Molly Taylor              | Rosberg X Racing | ODYSSEY 21 | 2    | 21'52"101 | –        | 25    |
| 2    | 5  | Jamie Chadwick            | Veloce Racing    | ODYSSEY 21 | 2    | 21'52"101 | +14"676  | 19    |
| 2    | 5  | Stéphane Sarrazin         | Veloce Racing    | ODYSSEY 21 | 2    | 21'52"101 | +14"676  | 19    |
| 3    | 22 | Mikaela Åhlin-Kottulinsky | JBXE             | ODYSSEY 21 | 0    | DNF       | DNF      | 18    |
| 3    | 22 | Kevin Hansen              | JBXE             | ODYSSEY 21 | 0    | DNF       | DNF      | 18    |
| 4    | 44 | Cristina Gutiérrez        | X44              | ODYSSEY 21 | 0    | DNF       | DNF      | 15    |
| 4    | 44 | Sébastien Loeb            | X44              | ODYSSEY 21 | 0    | DNF       | DNF      | 15    |

- La gara venne interrotta con bandiera rossa al termine del primo giro per consentire il recupero delle vetture incidentate di Cristina Gutiérrez e Mikaela Åhlin-Kottulinsky. La corsa venne fatta ripartire dall'inizio soltanto per le squadre che avevano completato il primo giro, ovvero Rosberg X Racing e Veloce Racing, le quali disputarono gli ulteriori 2 giri con i secondi piloti (Molly Taylor e Stéphane Sarrazin).

### Classifica finale Super Sector[10]
| Pos. | N° | Pilota     | Squadra                     | Auto       | Settore | Tempo    | Sessione | Punti |
| ---- | -- | ---------- | --------------------------- | ---------- | ------- | -------- | -------- | ----- |
| 1    | 99 | Kyle LeDuc | SEGI TV Chip Ganassi Racing | ODYSSEY 21 | 2       | 1'50"891 | Q1       | 5     |

## Classifiche di campionato
Classifica piloti 
| Pos. | Pos. | Pilota                    | Punti |
| ---- | ---- | ------------------------- | ----- |
| 1    |      | Johan Kristoffersson      | 71    |
| 1    |      | Molly Taylor              | 71    |
| 2    |      | Cristina Gutiérrez        | 57    |
| 2    |      | Sébastien Loeb            | 57    |
| 3    | 3    | Mikaela Åhlin-Kottulinsky | 44    |
| 4    | 1    | Catie Munnings            | 37    |
| 4    | 1    | Timmy Hansen              | 37    |
| 5    |      | Christine GZ              | 37    |
| 5    |      | Oliver Bennett            | 37    |
| 6    | 2    | Carlos Sainz              | 36    |
| 6    | 2    | Laia Sanz                 | 36    |
| 7    |      | Mattias Ekström           | 35    |
| 8    | 2    | Jamie Chadwick            | 31    |
| 8    | 2    | Stéphane Sarrazin         | 31    |
| 9    | N    | Kevin Hansen              | 27    |
| 10   | 2    | Sara Price                | 26    |
| 11   | 2    | Kyle LeDuc                | 25    |
| 12   | N    | Jutta Kleinschmidt        | 22    |
| 13   | 7    | Jenson Button             | 17    |
| 14   | 7    | Claudia Hürtgen           | 13    |

Classifica squadre 
| Pos. | Pos. | Squadra                     | Punti |
| ---- | ---- | --------------------------- | ----- |
| 1    |      | Rosberg X Racing            | 71    |
| 2    |      | X44                         | 57    |
| 3    | 3    | JBXE                        | 44    |
| 4    | 1    | Andretti United Extreme E   | 37    |
| 5    |      | Xite Energy Racing          | 37    |
| 6    | 2    | Acciona \| Sainz XE Team    | 36    |
| 7    |      | Abt Cupra XE                | 35    |
| 8    | 1    | Veloce Racing               | 31    |
| 9    | 1    | SEGI TV Chip Ganassi Racing | 30    |